# 宮島桟橋
宮島桟橋（みやじまさんばし）は、広島県廿日市市宮島町の厳島内にあるJR西日本宮島フェリー宮島連絡船及び宮島松大汽船宮島航路の宮島側の桟橋。
隣接する3号桟橋も含め、宮島港桟橋（みやじまこうさんばし）として案内されることもあり、この項目ではこれらについても記述する｡

## 桟橋構造
現在の建物は旧宮島町時代の1976年2月1日に完成した、鉄筋3階建て延べ約3200平方メートルの建物である。駅舎は神社の本殿を、桟橋は神社の回廊をそれぞれイメージして作られている。
建物そのものは廿日市市が管理しており、一つの駅舎の中にJR西日本宮島フェリーと宮島松大汽船の乗場が同居している。桟橋は3本設置されており、改札及び桟橋は独立しているが、待合所やトイレなどは独立していない（後述）。
駅舎は建築時点での建築基準法は満たしていたものの、2009年に行われた耐震診断で震度6強で建物倒壊の危険性が高いと判定されている。ただし、厳島全域が国の「特別史跡及び特別名勝」の指定を受けており、建造物の改築など景観にかかわる現状変更には文化財保護法に基づく国の許可が必要なため、2011年から2か年かけて設計と国への申請を行い、2013年に耐震補強工事が開始された。

### JR西日本宮島フェリー（1号桟橋）
年表
- 1902年（明治35年）4月 - 宮島渡航会社が宮島 - 厳島航路を開業（宮島航路）したことで開設。
- 1903年（明治36年）5月8日 - 「宮島渡航株式会社」を山陽鉄道が買収して直営航路として運航開始
- 1906年（明治39年）12月1日 - 山陽鉄道が国有化される。以後鉄道作業局、帝国鉄道庁、鉄道院、鉄道省が航路を運営。
- 1942年（昭和17年）4月1日 - 厳島町桟橋待合所から宮島桟橋に改称[4][注釈 2]。その後、運輸省、運輸通信省、日本国有鉄道（国鉄）が航路を運営。
- 1987年（昭和62年）4月1日 - 国鉄分割民営化で、西日本旅客鉄道に移管。
- 1992年（平成4年）11月1日 - みどりの窓口営業開始[5]。
- 2003年（平成15年）3月31日 - みどりの窓口営業終了[6]。
- 2005年（平成17年）4月1日 - バスカードを導入。
- 2009年（平成21年）
  - 4月1日 - 西日本旅客鉄道からJR西日本宮島フェリーに移管。
  - 10月17日 - PASPYが導入され、ICOCAも利用可能となる[7]。
- 2018年（平成30年）
  - 3月17日 - ICOCA以外の全国交通系ICカード9種も利用可能となる[8]。
- 2023年（令和5年）9月13日 - 宮島口桟橋での改札業務開始に伴い、下船時の改札を取りやめ[9][10]。

かつては「宮島駅」として営業上鉄道駅と同様の扱いを受けることがあったが、2023年にJR各社との連絡運輸が廃止されて以降は「駅」の呼称は用いられておらず、「宮島桟橋」や「宮島フェリーターミナル」などと呼称されている。
改札口にはICカードリーダーが設置されている。ただし、宮島航路を有効区間に含むICOCA定期券は係員に提示する。
以前は宮島口桟橋では改札業務を行わず、当桟橋で乗船時の改札、下船時の集札をともに行っていた。その後宮島口桟橋に宮島訪問税徴収（2023年10月1日開始）に対応した自動改札機が導入されたことで、両桟橋での乗船時に改札するよう改められ、当桟橋では乗船時の改札を行うのみとなった。
改札・窓口業務は、2022年時点ではJR西日本グループ会社のJR西日本中国メンテック広島支店に委託されている。

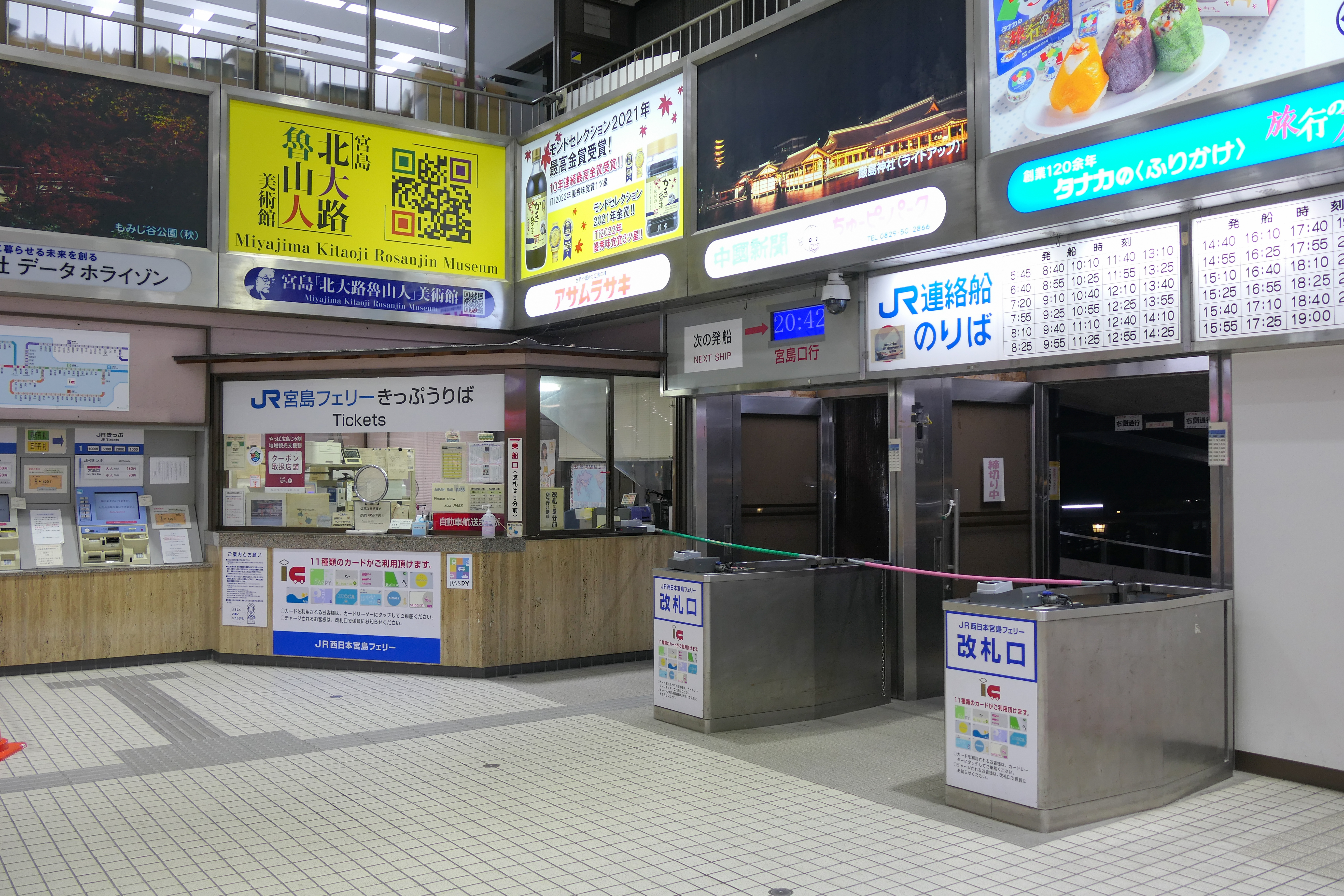
JR西日本側の改札口
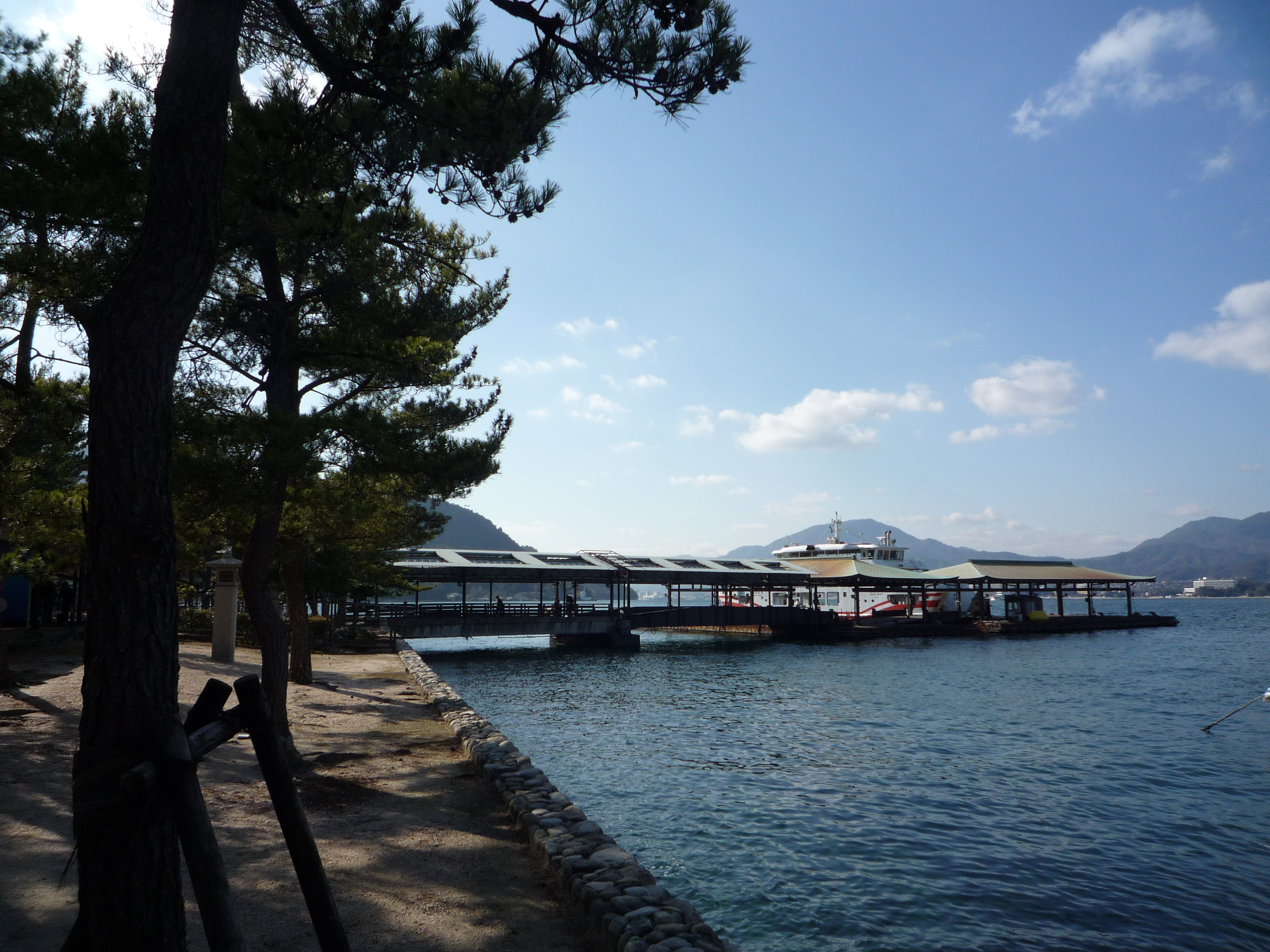
1号桟橋

### 宮島松大汽船（2号桟橋）
宮島松大汽船の宮島側の桟橋。駅舎の北側に改札及び券売機を設置している。松大汽船用自動券売機とPASPYの自動チャージ機が設置されている。
JR宮島フェリーと同様、改札口にはICカードリーダーが設置されている。改札・窓口業務は、広島電鉄グループ会社の広島観光汽船に委託されている。

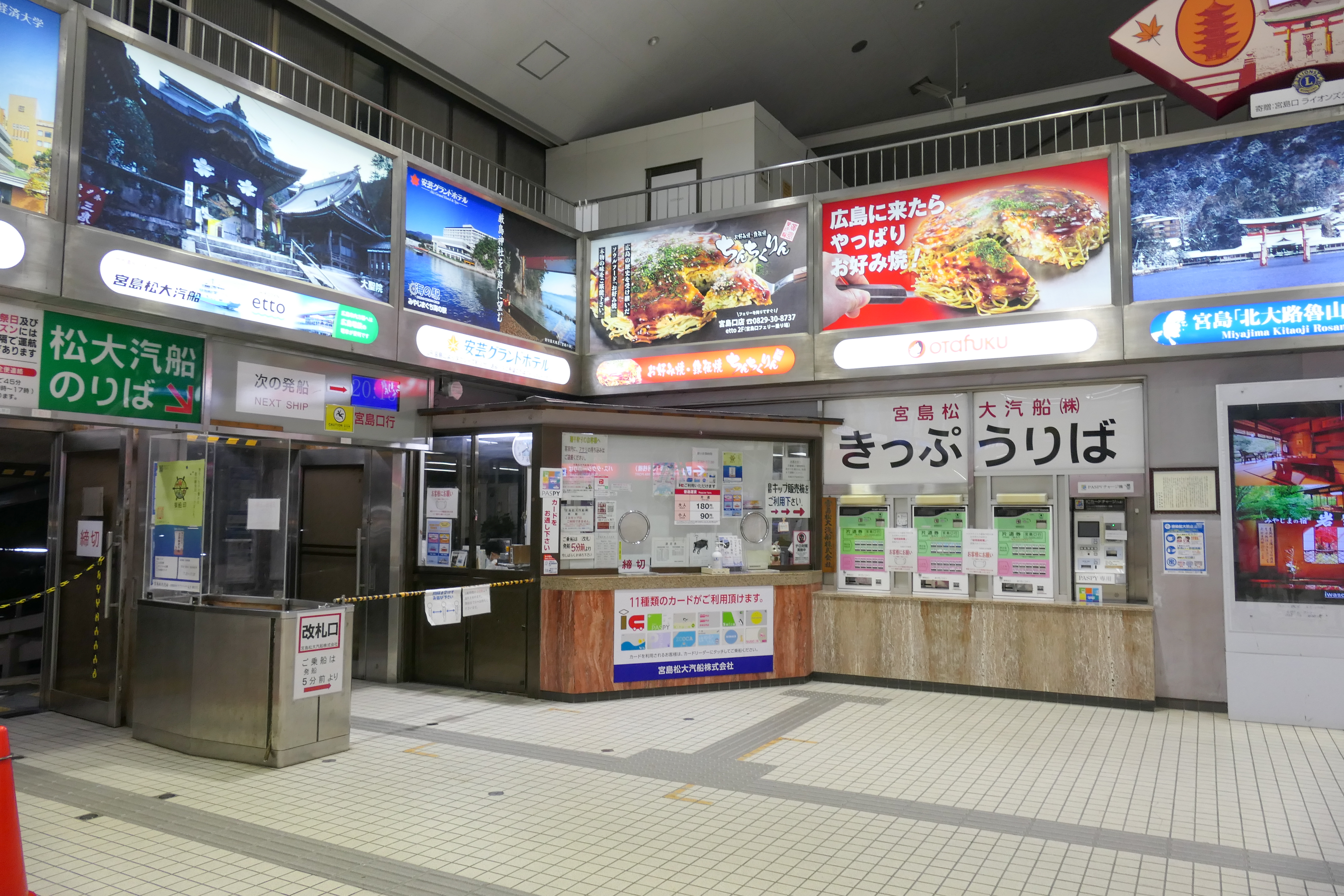
宮島松大汽船の改札口
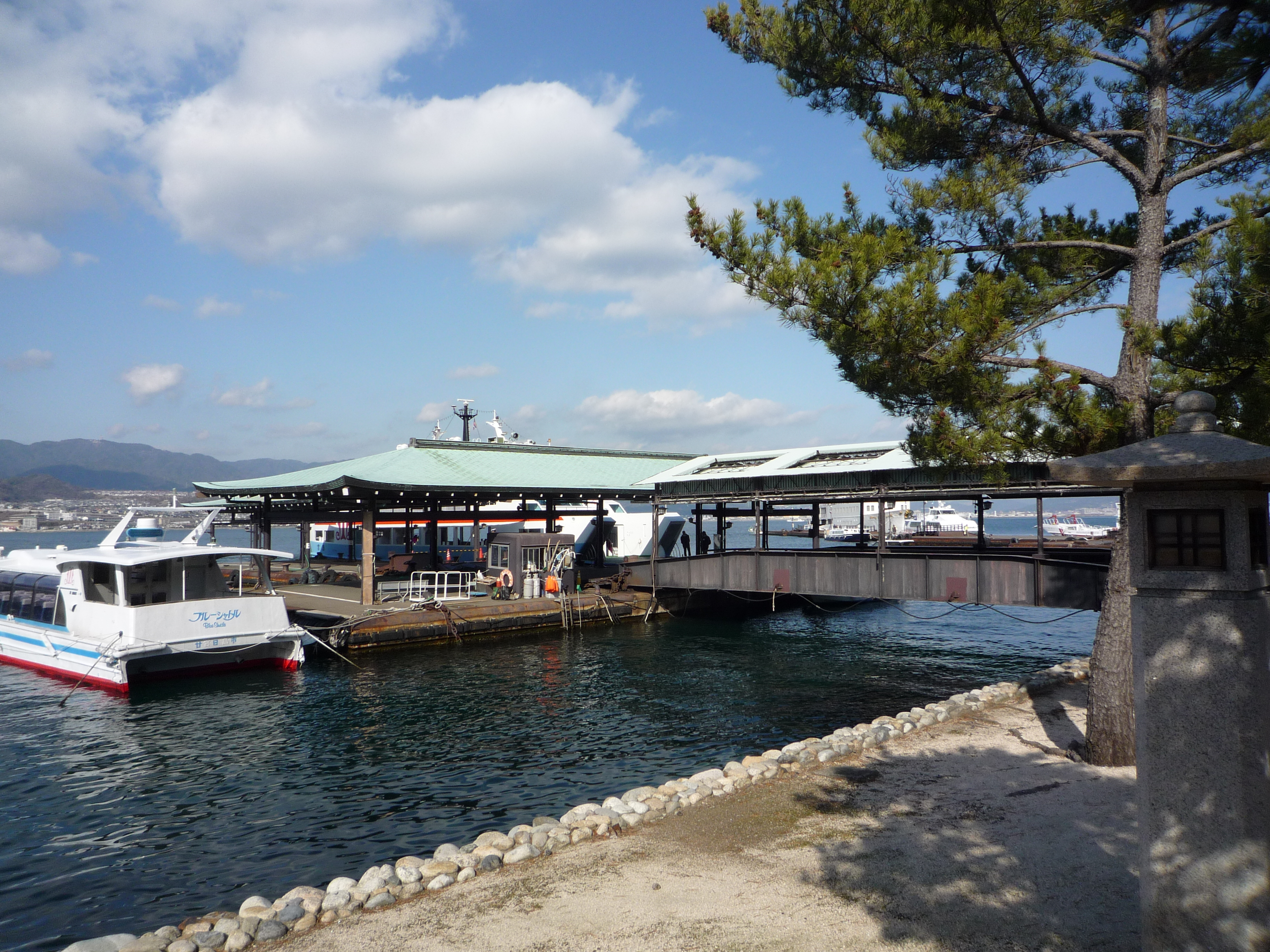
2号桟橋

### 3号桟橋
駅舎外の最も北側にある桟橋。広島港と厳島を結ぶ瀬戸内シーラインと、広島平和記念公園および宮島口西桟橋と厳島を結ぶアクアネット広島などが利用している。
券売所はコンコース（駅舎）内になく、桟橋手前に別途設けられている。

### 駅舎（桟橋）コンコース
1階に両社の改札などのほか車庫など、2階に待合所や観光案内所、3階に宮島観光協会事務所や会議室などがある。2024年（令和6年）9月に観光案内所がリニューアルされ、売店を廃止して窓口を拡張するとともにコインロッカーを増設した。
- 待合所
- トイレ2箇所
- 観光案内所（廿日市市（合併前は旧宮島町）運営）

## 駅周辺

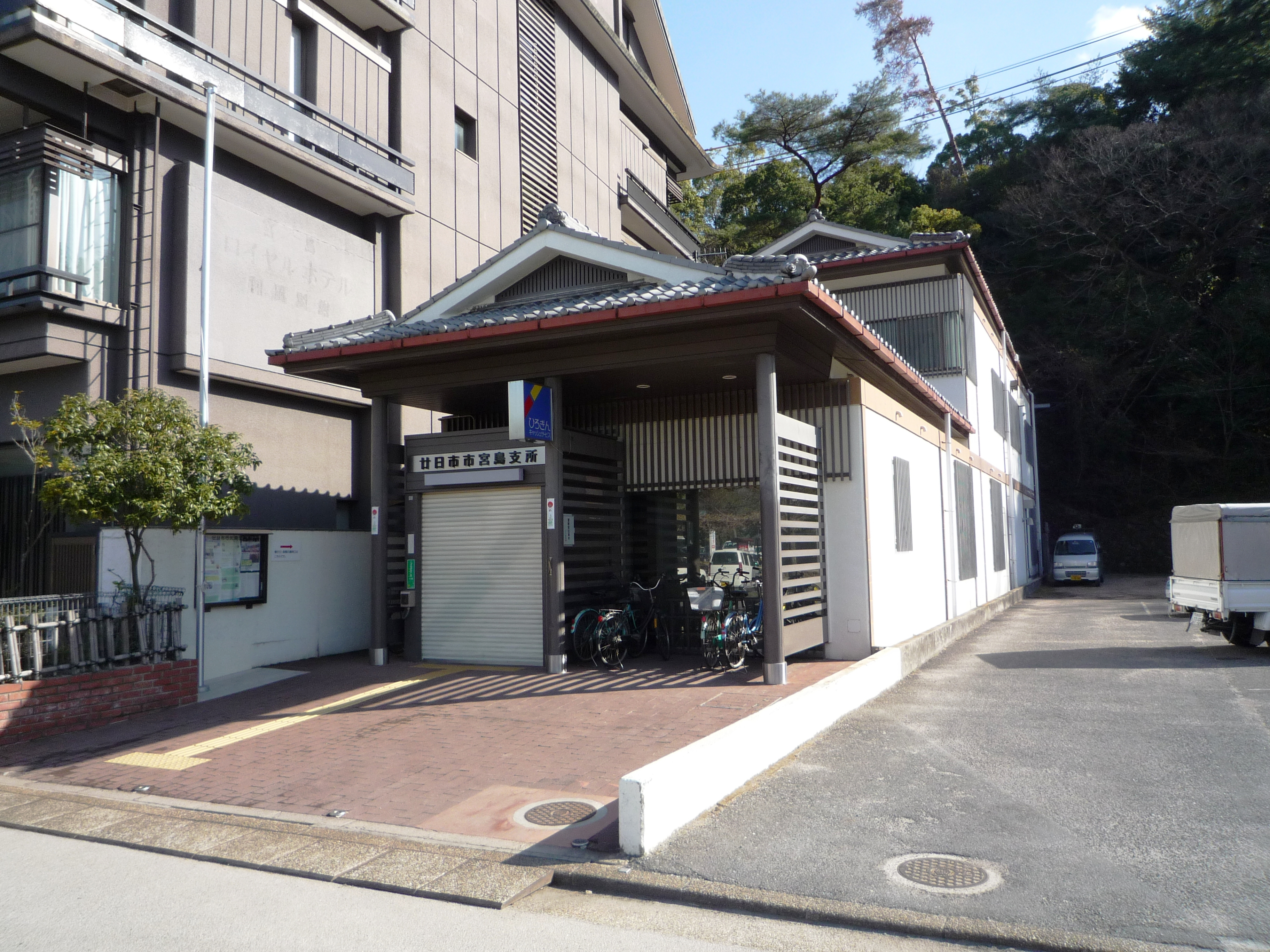
廿日市市宮島支所

宮島（厳島）観光の玄関口として機能している。駅前には、旧町役場から移転した廿日市市宮島支所がある。駅前から北側に行くと、包ヶ浦自然公園がある。南側に行くと、厳島神社や千畳閣・五重塔など重要文化財が多く存在する。弥山登山や、日本有数の規模の宮島水族館（2011年8月1日に再開館）も南側に行くことになる。

## 利用状況
宮島への上陸者は、JR宮島連絡船と宮島松大汽船で9割以上を占め、その2航路のシェアは拮抗している。
| 年次 | 総数      | JR西日本  | 松大汽船  | 宇品-宮島 | その他船舶 |
| ---- | --------- | --------- | --------- | --------- | ---------- |
| 2001 | 2,415,625 | 1,168,163 | 1,195,712 | 31,121    | 20,629     |
| 2002 | 2,608,743 | 1,257,756 | 1,303,210 | 31,433    | 16,344     |
| 2003 | 2,637,858 | 1,293,627 | 1,287,167 | 39,989    | 17,075     |
| 2004 | 2,620,483 | 1,257,403 | 1,309,780 | 41,201    | 12,099     |
| 2005 | 2,663,627 | 1,331,626 | 1,268,121 | 49,067    | 14,813     |
| 2006 | 2,831,679 | 1,348,492 | 1,403,941 | 53,297    | 25,949     |
| 2007 | 3,076,133 | 1,471,101 | 1,511,528 | 59,631    | 33,873     |
| 2008 | 3,435,379 | 1,709,177 | 1,620,862 | 62,238    | 43,102     |
| 2009 | 3,464,546 | 1,765,251 | 1,596,058 | 59,192    | 44,045     |
| 2010 | 3,425,727 | 1,736,904 | 1,576,331 | 57,202    | 55,290     |
| 2011 | 3,631,029 | 1,834,612 | 1,676,899 | 62,776    | 56,742     |
| 2012 | 4,047,164 | 2,058,277 | 1,836,168 | 81,714    | 71,005     |
| 2013 | 4,084,644 | 2,131,569 | 1,788,764 | 73,212    | 91,099     |
| 2014 | 3,899,076 | 2,006,914 | 1,713,840 | 67,477    | 110,845    |
| 2015 | 4,025,061 | 2,133,818 | 1,698,114 | 72,706    | 120,423    |
| 2016 | 4,276,138 | 2,314,645 | 1,747,035 | 74,234    | 140,224    |
| 2017 | 4,565,732 | 2,415,332 | 1,904,952 | 78,981    | 166,467    |
| 2018 | 4,308,257 | 2,297,566 | 1,782,848 | 75,639    | 152,204    |
| 2019 | 4,657,343 | 2,544,519 | 1,860,486 | 85,933    | 166,405    |
| 2020 | 2,209,131 | 1,073,325 | 1,042,631 | 36,627    | 56,548     |
| 2021 | 1,882,351 | 913,948   | 906,589   | 21,873    | 39,941     |
| 2022 | 2,830,484 | 1,418,784 | 1,273,447 | 56,481    | 81,772     |

以上のデータは船舶別宮島来場者数で、廿日市市統計書 2006年版94ページ、2010年版86ページ、2012年版80ページ、2016年版80ページ、
2020年版84ページ、
2022年版11に基づく。そのデータは、宮島口に向かう復路の数と同数になる性格の物では無い。
- この宮島桟橋をまとめて「厳島港」としてみた場合、その乗降客数において、日本一乗降客数の多い港となっている[18]。

## 隣の駅
JR西日本宮島フェリー
■宮島航路
宮島口駅 - 宮島駅
宮島松大汽船
■宮島航路
宮島口桟橋 - 宮島桟橋
瀬戸内シーライン
■広島・元宇品 - 宮島航路
広島港 - グランドプリンスホテル広島前 - 宮島港3号桟橋
アクアネット広島
■世界遺産航路
元安桟橋 - 宮島港3号桟橋
■宮島大野航路
宮島口西桟橋 - 宮島港3号桟橋
■マリーナホップ宮島航路
マリーナホップ - 宮島港3号桟橋